# Charles Dingle
Charles Dingle (Wabash, 28 dicembre 1887 – Worcester, 19 gennaio 1956) è stato un attore statunitense.

## Filmografia parziale

### Cinema
- Quartiere maledetto (...One Third of a Nation...), regia di Dudley Murphy (1939)
- Piccole volpi (The Little Foxes), regia di William Wyler (1941)
- Sorvegliato speciale (Johnny Eager), regia di Mervyn LeRoy (1941)
- Calling Dr. Gillespie, regia di Harold S. Bucquet (1942)
- Un evaso ha bussato alla porta (The Talk of the Town), regia di George Stevens (1942)
- Incontro a Bataan (Somewhere I'll Find You), regia di Wesley Ruggles (1942)
- Mia moglie ha sempre ragione (George Washington Slept Here), regia di William Keighley (1942)
- La bandiera sventola ancora (Edge of Darkness), regia di Lewis Milestone (1943)
- Le stelle hanno paura (Lady of Burlesque), regia di William A. Wellman (1943)
- Qualcuno da ricordare (Someone to Remember), regia di Robert Siodmak (1943)
- Bernadette (The Song of Bernadette), regia di Henry King (1943)
- Due donne e un purosangue (Home in Indiana), regia di Henry Hathaway (1944)
- Ancora insieme (Together Again), regia di Charles Vidor (1944)
- Gianni e Pinotto fra le educande (Here Come the Co-Eds), regia di Jean Yarbrough (1945)
- L'ombra dell'altro (A Medal for Benny), regia di Irving Pichel (1945)
- Quella che non devi amare (Guest Wife), regia di Sam Wood (1945)
- Bellezze rivali (Centennial Summer), regia di Otto Preminger (1946)
- L'angelo del dolore (Sister Kenny), regia di Dudley Nichols (1946)
- Il mistero delle 5 dita (The Beast with Five Fingers), regia di Robert Florey (1946)
- Duello al sole (Duel in the Sun), regia di King Vidor (1946)
- La mia brunetta preferita (My Favorite Brunette), regia di Elliott Nugent (1947)
- Tutti conoscono Susanna (If You Knew Susie), regia di Gordon Douglas (1948)
- Lo stato dell'Unione (State of the Union), regia di Frank Capra (1948)
- Un sudista del Nord (A Southern Yankee), regia di Edward Sedgwick (1948)
- Jack il bucaniere (Big Jack), regia di Richard Thorpe (1949)
- Chiamatemi Madame (Call Me Madam), regia di Walter Lang (1953)
- Schiava e signora (The President's Lady), regia di Henry Levin (1953)
- Corte marziale (The Court-Martial of Billy Mitchell), regia di Otto Preminger (1955)

### Televisione
- Pulitzer Prize Playhouse – serie TV, 6 episodi (1950-1951)
- Schlitz Playhouse of Stars – serie TV, 2 episodi (1951)
- Lights Out – serie TV, episodio 3x43 (1951)
- Lux Video Theatre – serie TV, 2 episodi (1950-1953)
- Studio One – serie TV, 2 episodi (1953-1956)
- The Philco Television Playhouse – serie TV, 2 episodi (1955)